# 王崇熙
王崇熙，清江西省撫州府南城縣人，為清代嘉慶貳拾肆年（西元1819年）《新安縣志》的主編者（注：廣東省新安縣，後名寶安縣，今天廣東省深圳市，曾經管轄今天香港全境 ），主修是當時的新安縣令舒懋官。